# A. Felber & Co

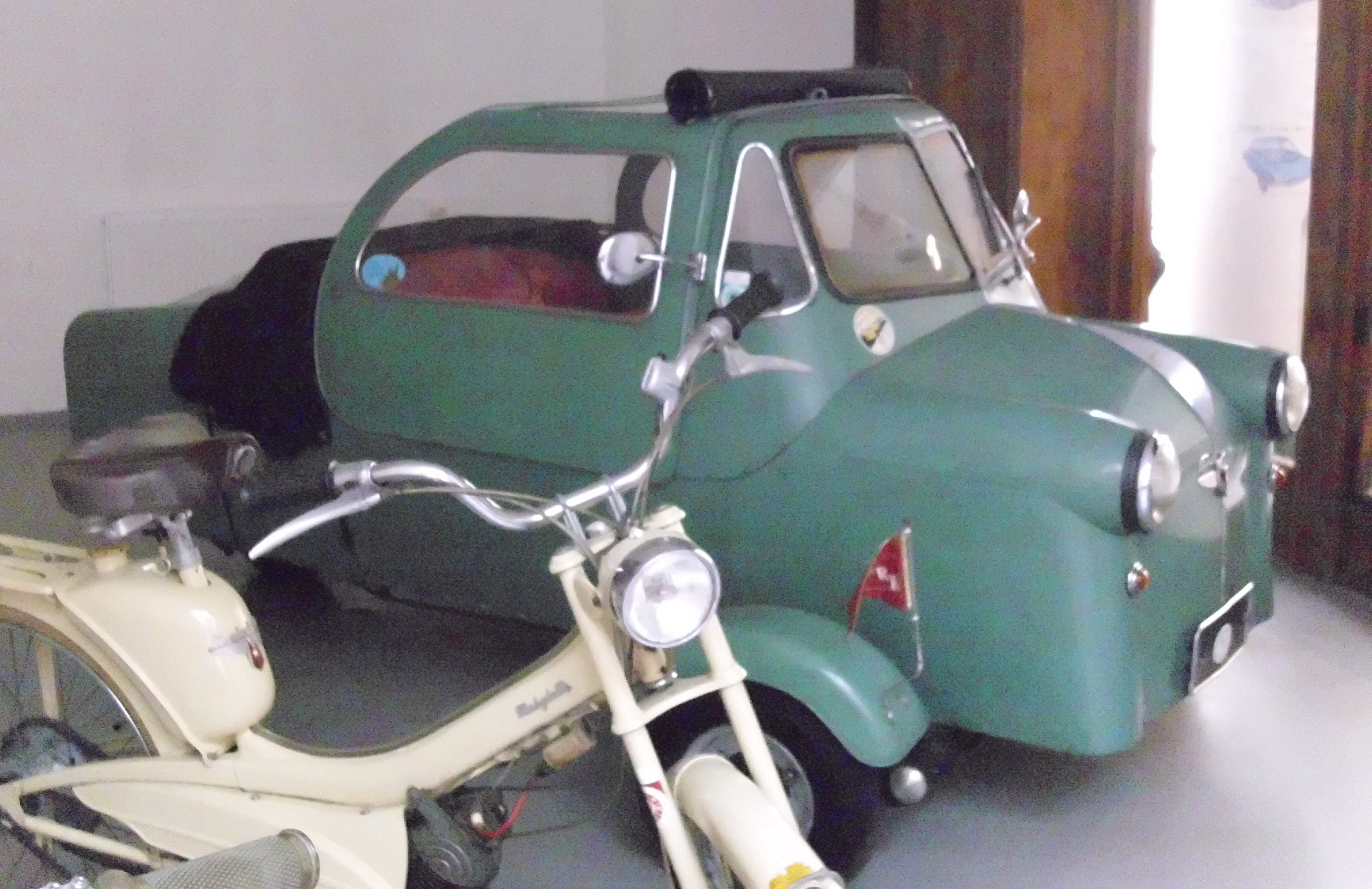
Felber Autoroller von 1953

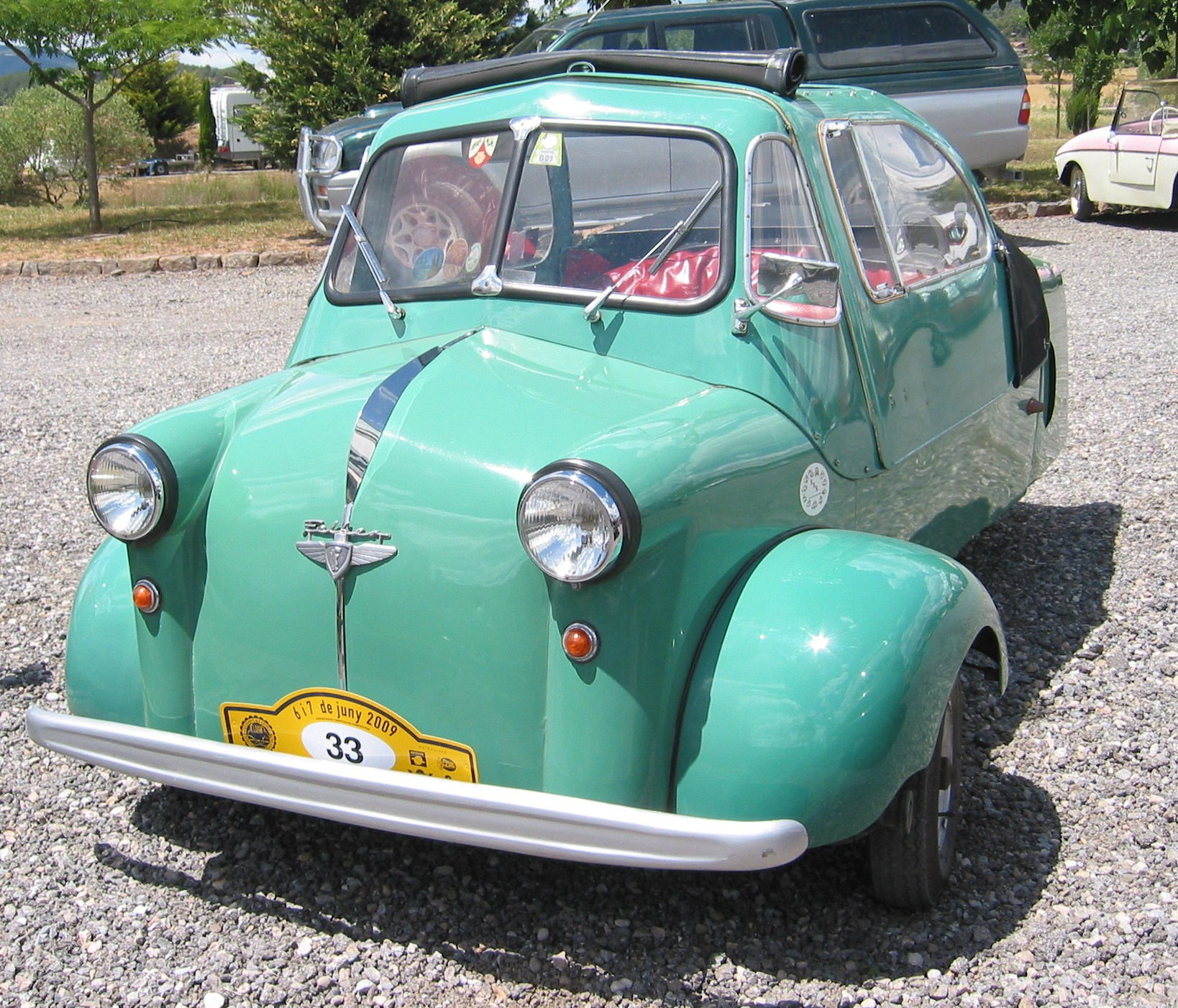
Felber Autoroller von 1954

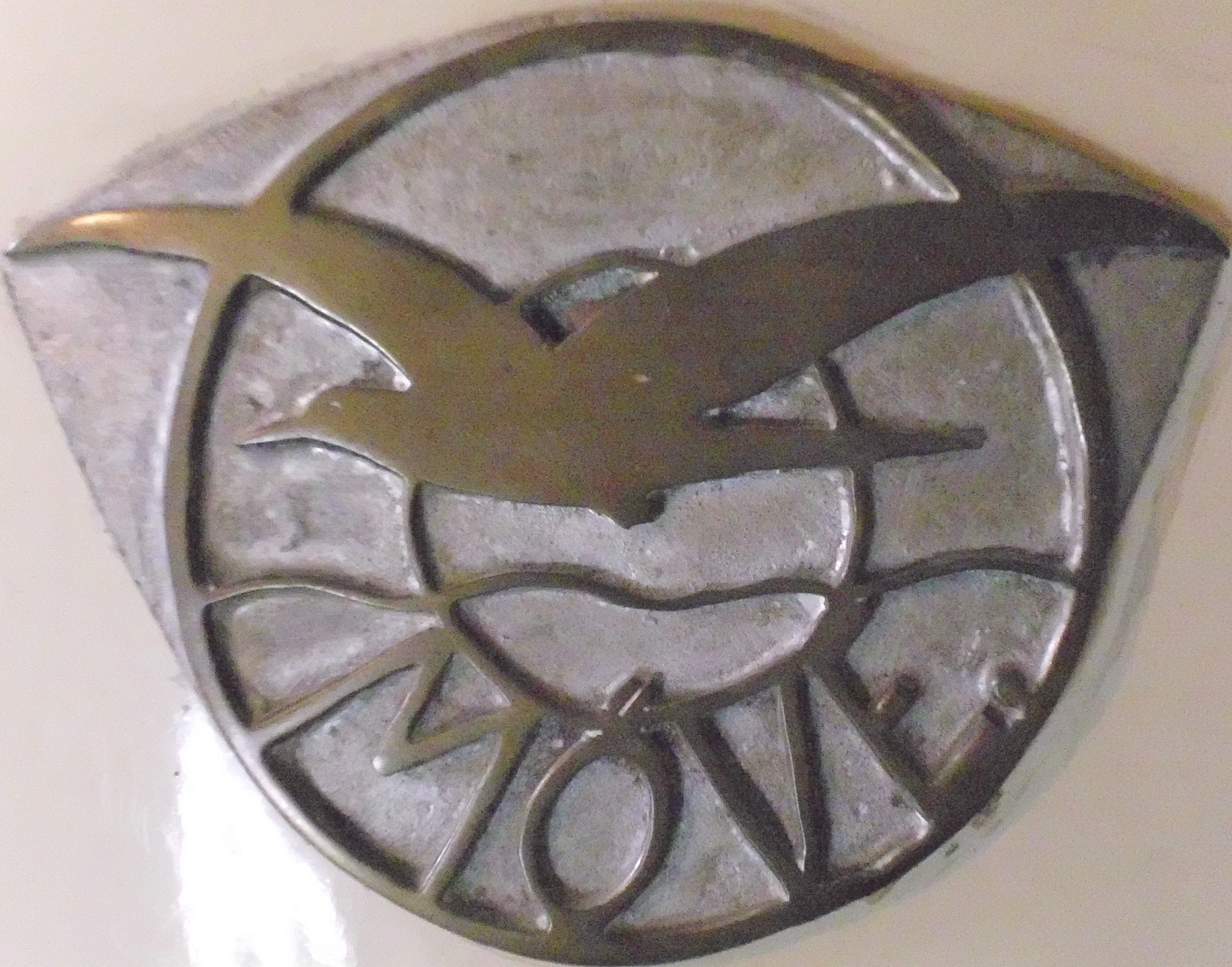
Emblem am Felber Möve

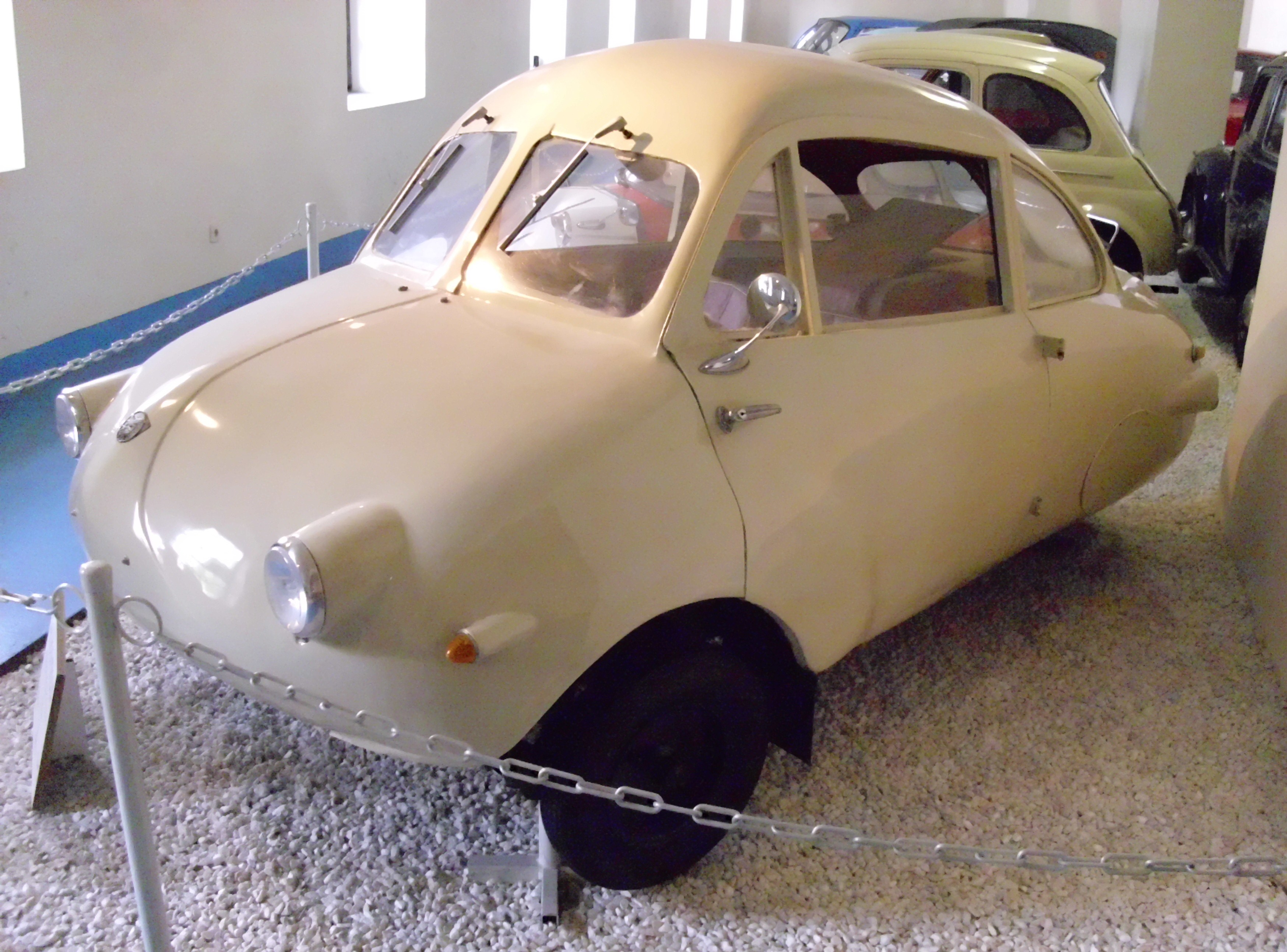
Felber Möve von 1954

Felber war ein österreichischer Hersteller von Automobilen.

## Unternehmensgeschichte
Das Unternehmen A. Felber & Co, ursprünglich Adolf Felber, war seit 1923 Hersteller von Motorradseitenwagen und Anhängern in Wien. Man begann 1952 mit der Produktion von Automobilen. 1954 wurde die Produktion eingestellt. Der Konstrukteur war Ernst Marold. Die Firma Felber war danach als Händler von Dreiradfahrzeugen wie Heinkel/Trojan und Reliant tätig. Hauptgeschäft war jedoch die Herstellung von Austromat-Industriewaschmaschinen.

## Fahrzeuge

### Motorradbeiwagen
Neben Standard- und Luxus-Ausführungen stellte Felber einen Cabriolet Seitenwagen, den Bogenchassisbeiwagen und den Typ Kanu L 37 her.

### Autoroller
Das einzige Serienmodell war ein Dreirad, bei dem sich das einzelne Rad hinten befand. Der verwendete Zweizylinder-Zweitaktmotor von Rotax hatte 398 cm³ Hubraum und 15 PS; er trieb das einzelne Hinterrad an. Das Fahrzeug hatte keine Türen. Zum Ein- und Aussteigen ließen sich Dach und Seitenscheiben in einer Einheit nach hinten klappen. Es wurden etwa 400 Exemplare hergestellt. Der Autoroller war 2,75 m lang, der Radstand betrug 1,85 m. Der im September 1952 vorgestellte Prototyp hatte 350 cm³ Hubraum und 12 PS, als Verkaufspreis waren ca. 20.000 Schilling vorgesehen. Es sind auch Abbildungen überliefert, die Autoroller mit einem mittig angebrachten Scheinwerfer zeigen.
Zwei Autoroller waren im Museum RRR Roller, Rollermobile & Wurlitzer in Eggenburg ausgestellt. Die Sammlung wurde aufgelöst. Ein Großteil der Sammlung wurde im Juli 2020 vom Dorotheum versteigert, die beiden Felber waren allerdings nicht dabei.

### Möve
Das Karosseriebauunternehmen Hofmann & Moldrich aus Wien stellte zwischen 1953 und 1954 auf Fahrgestellen des Felber Autoroller zehn oder zwölf Exemplare eines Coupés namens Möve her, die dem Fuldamobil ähnelten.
Der einzige noch existierende Möve ist im Automobil-Museum Aspang in Aspang-Markt zu besichtigen.